# Stroj za podiranje dreves
Stroj za podiranje dreves (ang. feller buncher) je gozdarski stroj, ki se uporablja za hitro podiranje dreves. Stroj ima hidravlično roko, ki zajame drevo in ga potem odreže z žago. Žaga je lahko verižna ali pa krožna (diskasta). Stroj lahko tudi odstrani veje in razreže deblo na želene dolžine.
Nekateri stroji imajo kolesa, drugi pa gosenice. 